# Bombardamento strategico
(Generale Sir Arthur "Bomber" Harris, capo del Comando Bombardieri della RAF, 1942)

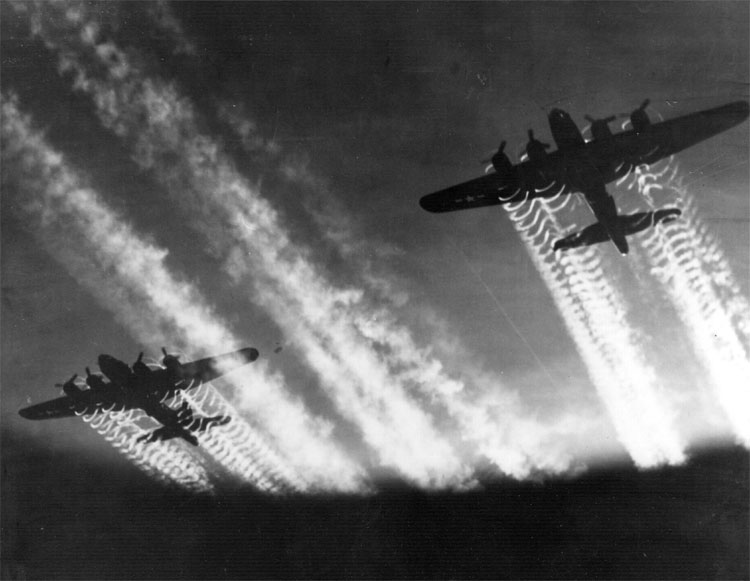
Una formazione di Boeing B-17 Flying Fortress in volo per una missione di bombardamento strategico

Il bombardamento strategico è una strategia militare di bombardamento aereo, genericamente contrapposta al bombardamento tattico, che prevede l'impiego di bombardieri a lungo raggio d'azione per sganciare grandi quantità di ordigni esplosivi, incendiari o nucleari su parti del territorio nemico molto dietro la linea del fronte, per minarne il morale, il sistema produttivo o le infrastrutture.
Al contrario della maggior parte delle azioni militari, il suo obiettivo non è distruggere le forze nemiche terrestri, marine o aeree, bensì danneggiare la capacità di produzione industriale del nemico, e far venire meno la sua volontà di combattere: per quest'ultimo motivo è stato spesso deliberatamente rivolto contro le popolazioni civili (venendo definito, in questo caso, bombardamento terroristico).

## Definizione
Dare una definizione di "bombardamento strategico" non è semplicissimo. Stando alla definizione dei suoi ideatori (ovvero lo stato maggiore dell'aviazione inglese), esso «è un mezzo di attacco diretto contro lo stato nemico, con l'obiettivo di privarlo dei mezzi o della volontà di continuare la guerra. Può essere lo strumento che di per sé assicura la vittoria, ovvero il mezzo mediante il quale la vittoria può essere conseguita da altre forze. Si distingue da tutti i tipi convenzionali di attacco armato in quanto, a differenza degli altri, può colpire in modo immediato, diretto e distruttivo il cuore stesso del nemico; pertanto la sua sfera di attività si estende non solo al di sopra, ma anche al di là di quella degli eserciti o delle marine da guerra».
Tuttavia, è importante sottolineare la distinzione tra "bombardamento strategico" e "bombardamento a tappeto", che a volte vengono confusi o addirittura usati come sinonimi. La designazione come "bombardamento strategico" indica un'azione aerea mirata a obiettivi di importanza strategica (quali fabbriche, raffinerie, nodi ferroviari, ponti, ecc.) situati lontano dalla linea del fronte (indica quindi il tipo di obiettivo dell'azione).
La definizione di "bombardamento a tappeto" indica invece un tipo di azione in cui una vasta area viene presa indiscriminatamente di mira con l'obiettivo di raderla al suolo (l'espressione indica quindi prevalentemente una tecnica di bombardamento).
Il bombardamento strategico può essere o non essere a tappeto, mentre il bombardamento a tappeto in pratica è sempre strategico. Quando il fine principale dell'azione è quello di fiaccare il morale della popolazione civile colpendola direttamente si parla poi di bombardamento terroristico.

## Storia

### Prima guerra mondiale
Durante la prima guerra mondiale il bombardamento aereo fu usato prevalentemente in chiave tattica, ovvero come supporto alle iniziative di terra dell'esercito, comunque all'interno del quadro della guerra di posizione: gli aerei eseguivano mitragliamenti a bassa quota delle trincee nemiche, o lanciavano contro di esse razzi o piccole bombe.

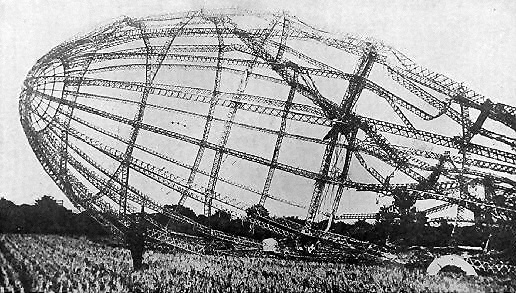
Uno Zeppelin tedesco abbattuto sull'Inghilterra il 23 settembre 1916

Tuttavia prima della fine della Grande Guerra l'idea del bombardiere strategico era già nata, ed era stata già messa in pratica, anche se su scala molto ridotta, dai tedeschi, dagli inglesi, dagli italiani e dai russi. Gli alleati si concentrarono soprattutto su attacchi diretti contro obiettivi militari, mentre i tedeschi non esitarono a usare l'aereo come arma psicologica contro la popolazione civile.
Nel primo conflitto mondiale, gli inglesi portarono a termine con successo una serie di attacchi aerei contro hangar e fabbriche di dirigibili, basi navali, stazioni e nodi ferroviari, obiettivi industriali, in particolare dopo che, nel novembre 1916, era entrato in servizio il bombardiere pesante a lungo raggio Handley Page O/100.
I russi, che avevano a disposizione l'enorme Sikorsky Ilya Muromets, compirono circa 450 missioni contro obiettivi dello stesso tipo, sganciando un totale di 65 tonnellate di bombe, e spingendosi dentro al territorio nemico per anche 200 chilometri.
I tedeschi invece iniziarono fin dal 1914 a bombardare le città nemiche, a cominciare (nell'agosto di quell'anno) da Parigi. Poi, dal 1915, fu la volta dei raid su Londra, attaccata dapprima di notte dai dirigibili Zeppelin, che però erano prede relativamente facili per la contraerea e per i caccia inglesi; ciononostante, tali incursioni causarono oltre 550 vittime. Quando nell'estate del 1917 comparvero i temibili, enormi biplani Zeppelin-Staaken R.VI, e i Gotha G.IV e G.V, l'efficacia degli attacchi aumentò molto. Queste azioni, che raggiunsero il culmine tra il 1917 e il 1918, ebbero effetti molto gravi sulla popolazione e sull'economia inglesi (circa 850 morti e 3 milioni di sterline di danni), ma probabilmente il loro effetto psicologico fu ancora più devastante.

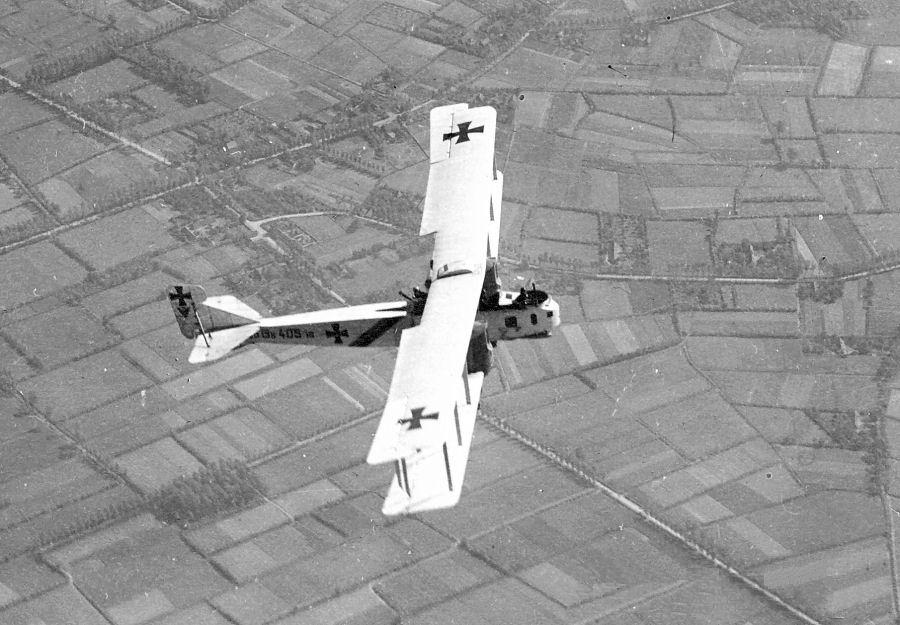
Un Gotha G.IV tedesco in volo sul Belgio, nel giugno 1917

In Italia, nel frattempo, l'ingegnere Gianni Caproni aveva creato una serie di notevoli bombardieri biplani e triplani (particolarmente degni di nota i trimotori Caproni Ca.33 e Ca.40). Caproni, che inizialmente si era dedicato alla progettazione di caccia, mutò il suo orientamento dopo aver stretto un rapporto di amicizia con il colonnello Giulio Douhet, strenuo sostenitore dell'importanza del ruolo dei bombardieri. Tuttavia i suoi aerei furono usati in ruoli prevalentemente tattici, nonostante le loro caratteristiche.
Il 1º aprile 1918, nell'ultimo anno di guerra, i britannici unificarono le forze aeree di marina ed esercito nella Royal Air Force, che divenne un'arma autonoma, all'interno della quale vennero costituite delle forze da bombardamento autonome (costituite nell'autunno 1918) con l'obiettivo dichiarato di bombardare Berlino e altri obiettivi in Germania.

### Tra le due guerre
Negli Stati Uniti d'America il generale di brigata Billy Mitchell si fece promotore già negli anni venti dell'idea di creare una forza aerea indipendente dall'esercito, con particolare attenzione per le potenzialità del bombardamento a lungo raggio. Tuttavia, dopo la sua caduta in disgrazia, il progetto subì forti rallentamenti, e gli USA non ebbero un'arma aerea indipendente fino al 1947, anche se riuscirono a portarsi all'avanguardia nel campo dei grandi bombardieri già prima dell'inizio della seconda guerra mondiale.

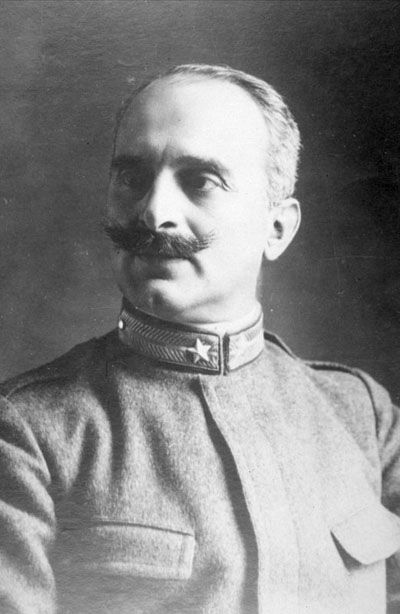
Giulio Douhet, autore del libro Il dominio dell'aria (1921), fu il primo teorico del bombardamento strategico

Nel 1921 generale italiano Giulio Douhet mise per iscritto le sue idee nel libro Il dominio dell'aria, che analizzava le prospettive della guerra aerea, con particolare riferimento al bombardamento strategico. Tuttavia è probabile che questo scritto, peraltro poco conosciuto anche in Italia e tradotto in lingua inglese solamente nel 1942, durante la seconda guerra mondiale, non abbia avuto una grande influenza sullo sviluppo della dottrina.
Durante la guerra civile spagnola, che molti considerano (almeno da un punto di vista delle tecniche e dei mezzi impiegati) una sorta di "prova generale" della seconda guerra mondiale, l'aviazione ebbe un ruolo molto importante. Tuttavia, a causa della scala relativamente ridotta del conflitto, del tipo di guerra combattuta, e del fatto che negli alti comandi tedeschi regnava un grande (probabilmente eccessivo) entusiasmo nei confronti della nuova tecnica del bombardamento in picchiata, la Germania finì per sottovalutare l'importanza del bombardamento pesante a lungo raggio, commettendo un errore che avrebbe pesato sulle sorti del conflitto mondiale. In particolare, la grande precisione garantita da aerei come il Junkers Ju 87 (Stuka) spinse a convertire alla tecnica del bombardamento in picchiata anche aerei come il Junkers Ju 88 e l'Heinkel He 111, sacrificando le loro doti di velocità e carico utile in favore degli irrobustimenti strutturali necessari per sopportare gli stress della picchiata. Il fatto di aver usato con successo questi modelli (che erano sostanzialmente bombardieri tattici) nel ruolo di bombardieri strategici convinse i nazisti che il bombardamento strategico vero e proprio non era necessario per vincere una guerra.

### Seconda guerra mondiale
Fu nella seconda guerra mondiale che il bombardamento strategico venne sfruttato intensivamente.
Nella fase iniziale, quella che andò dall'invasione della Polonia a poco prima della battaglia d'Inghilterra, i tedeschi impiegarono con successo le tattiche della Blitzkrieg ("guerra lampo"), che prevedevano la stretta collaborazione di esercito, mezzi terrestri blindati e aviazione (quest'ultima tuttavia quasi esclusivamente con caccia e bombardieri tattici).
In questa fase, gli alleati non fecero uso di bombardieri strategici per non correre il rischio di rappresaglie da parte dei tedeschi, e per non contrariare il presidente statunitense Roosevelt, che aveva chiesto che l'aereo non fosse usato come arma di terrore.

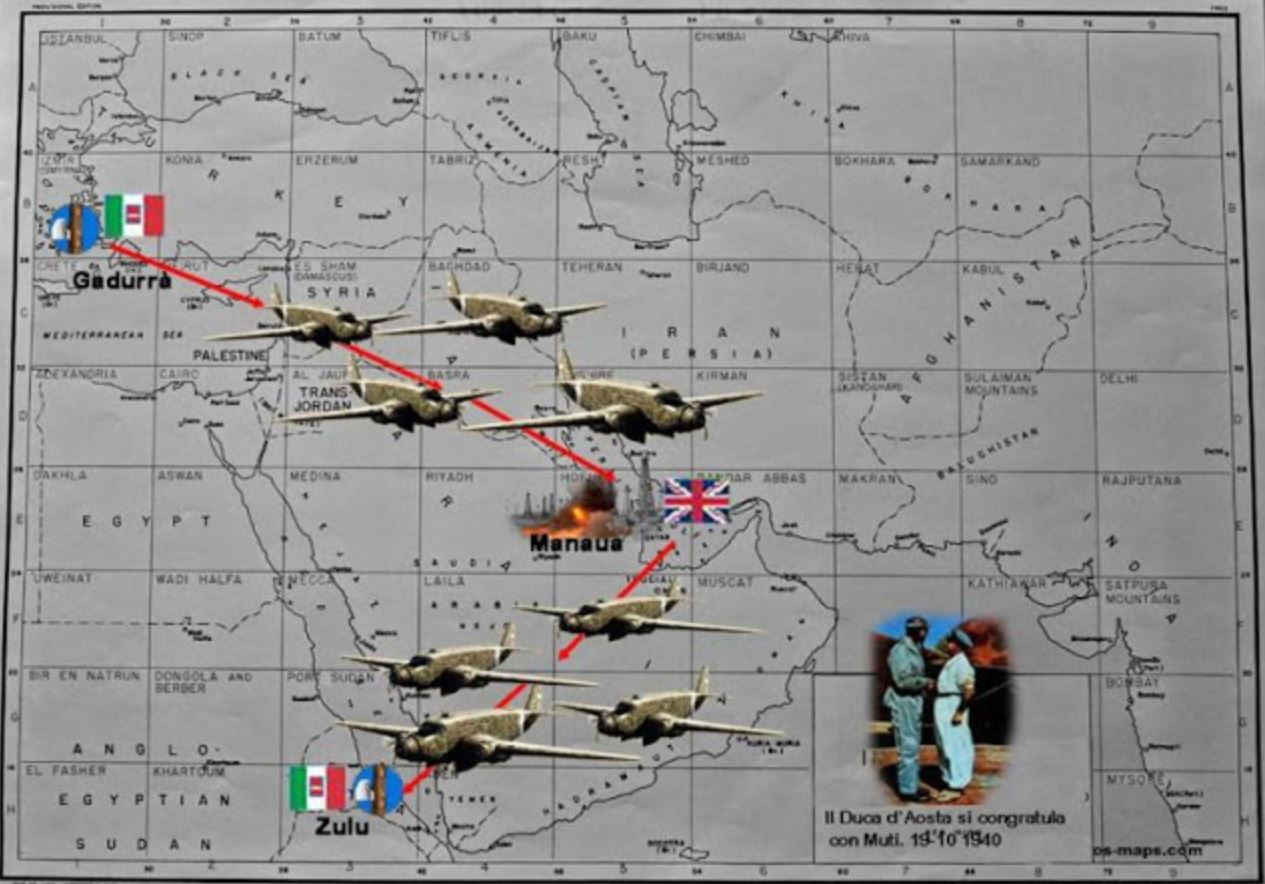
Tragitto compiuto dagli S.M.82 della Regia Aeronautica per il Bombardamento di Manama.

Fino a quando la Blitzkrieg non subì una battuta d'arresto scontrandosi con la strenua resistenza inglese durante la battaglia d'Inghilterra, il ruolo dei bombardieri rimase essenzialmente tattico. Gli inglesi furono gli unici a tentare azioni aeree di portata strategica, attaccando in particolare porti e cantieri navali tedeschi (ad esempio Wilhelmshaven e Kiel), peraltro con scarsissimo successo. I bombardieri inglesi (i bimotori Vickers Wellington, Handley Page Hampden, Armstrong Whitworth Whitley) di prima generazione erano lenti e portavano carichi bellici abbastanza ridotti, e incontravano grosse difficoltà nella navigazione e nello sganciare le bombe sull'obiettivo con precisione. Inoltre non esistevano caccia con un'autonomia sufficiente per scortare i bombardieri fin sul territorio nemico, cosicché gli equipaggi inglesi si ritrovavano in balia dei caccia tedeschi. In questa fase, vi furono missioni in cui le perdite inglesi toccarono il 50%.
Dopo aver completato la conquista della Francia, per la quale i tedeschi avevano impiegato i bombardieri quasi solo in chiave tattica, essi iniziarono a lanciare sempre più frequenti attacchi contro il Regno Unito. La lotta per la supremazia aerea nei cieli inglesi, condizione necessaria per rendere possibile un'invasione, prese il nome di battaglia d'Inghilterra. Per tutta l'estate del 1940, dal luglio all'ottobre, i tedeschi portarono una serie di attacchi su molti obiettivi strategici nel Sud dell'Inghilterra con l'obiettivo primario di distruggere la Royal Air Force, sia eliminando gli stabilimenti che producevano gli aerei, sia distruggendo i caccia che attaccavano i bombardieri. Poi, il 7 settembre 1940, quando ormai la RAF era stata quasi piegata dalla Luftwaffe,  Hitler pretese che la strategia venisse cambiata, spostando l'obiettivo su Londra come rappresaglia per i primi bombardamenti della RAF su Berlino. Il bombardamento divenne terroristico, e ne fecero le spese i civili di Londra, Liverpool, Cardiff, Birmingham, Coventry; in compenso, la RAF poté riorganizzarsi, e i tedeschi non riuscirono a ottenere le condizioni necessarie per l'invasione.

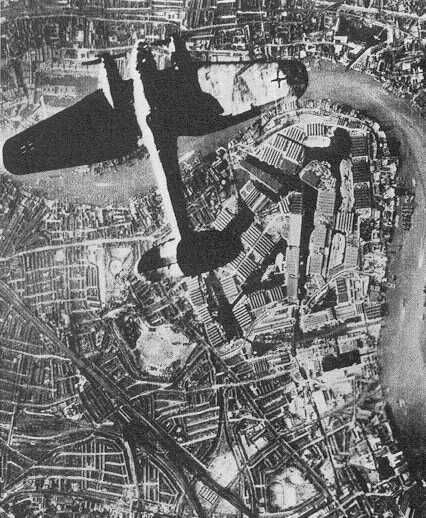
Un fotomontaggio della propaganda nazista mostra un He 111 sui Docks di Londra

Nel Blitz che proseguì fino al maggio del 1941 circa 40 000 inglesi persero la vita. Anche se le devastazioni subite dall'East End di Londra o da Coventry furono ingenti, la campagna di bombardamento strategico dei nazisti fu un sostanziale fallimento, a causa del fatto che la Luftwaffe non disponeva di bombardieri quadrimotori pesanti.
Nel febbraio 1942, il Bomber Command della RAF decise di concentrarsi sul bombardamento a tappeto delle città tedesche, poiché l'attacco aereo era l'unico modo di colpire la Germania, e le operazioni diurne erano troppo rischiose, mentre di notte era impossibile eseguire bombardamenti precisi. L'arrivo alla testa del Comando Bombardieri di Sir Arthur Harris fu la svolta che portò ad abbracciare questa strategia.
In questo periodo iniziarono a svilupparsi i primi sistemi di navigazione e intercettazione radar, nonché le prime contromisure elettroniche e sistemi di puntamento di precisione, che migliorarono la tecnologia di bombardamento.
Nel frattempo, nel dicembre 1941, gli Stati Uniti erano entrati in guerra contro le forze dell'Asse, e dalla metà del 1942 misero i loro bombardieri pesanti a disposizione dell'offensiva europea. Iniziò il sistema dei bombardamenti round-the-clock (durante le intere 24 ore): gli inglesi di notte, con i nuovi grandi Avro Lancaster, Handley Page Halifax e Short Stirling, e gli americani di giorno, con i Consolidated B-24 Liberator e i Boeing B-17 Flying Fortress. Questi aerei potevano portare carichi bellici doppi di quelli dell'inizio della guerra. Anche gli americani attaccavano senza scorta, i bombardieri dell'USAAF erano in grado di raggiungere quote molto elevate ed erano equipaggiati con fino a tredici mitragliatrici pesanti da 12,7 mm. Accuratamente organizzati in formazioni compatte studiate per fornire un fuoco difensivo quasi impenetrabile (combat box), i bombardieri americani si spinsero in profondità nei cieli tedeschi cercando di colpire i centri industriali più importanti per disarticolare l'apparato produttivo bellico della Germania, ma subirono perdite molto pesanti.

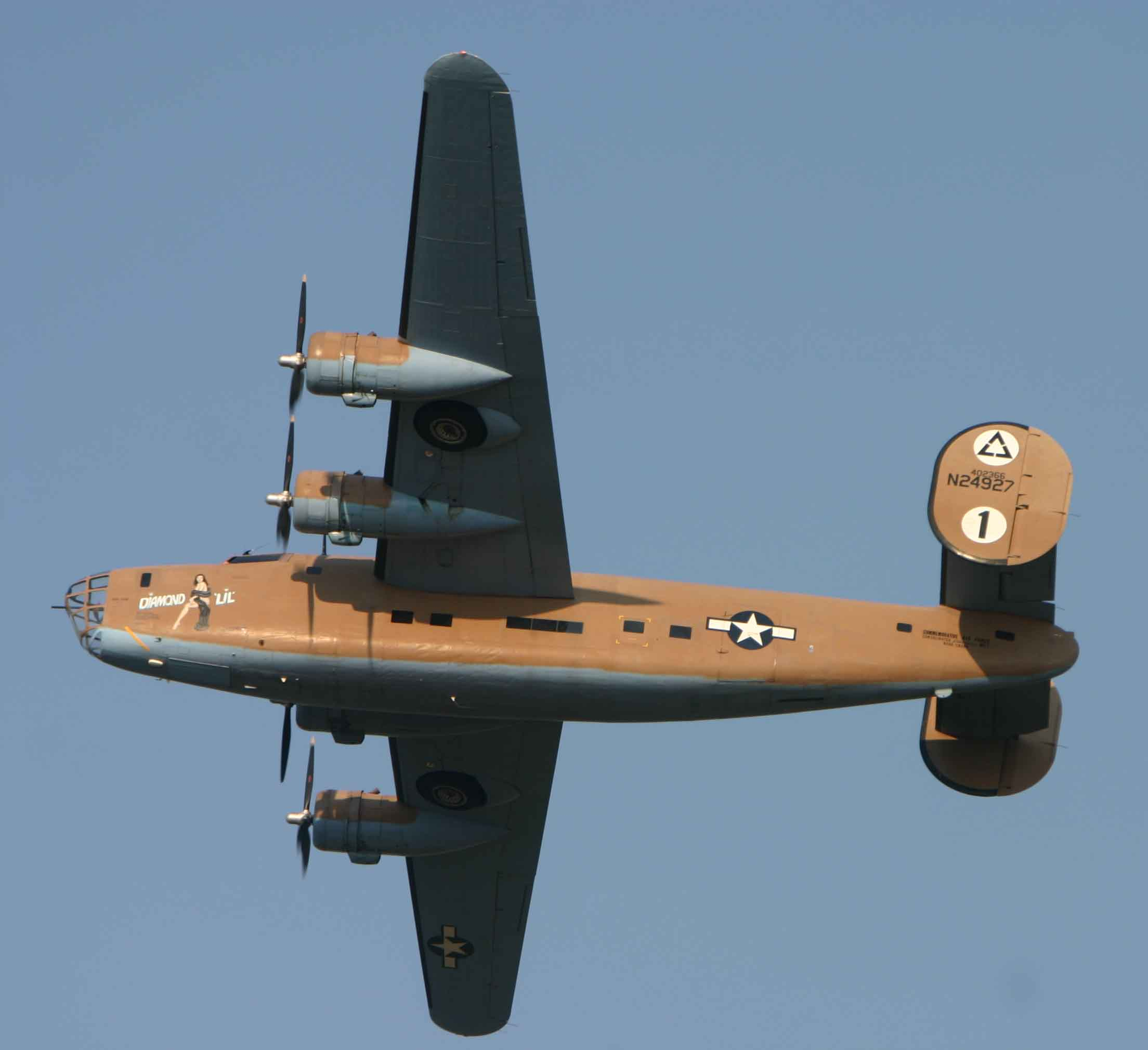
Un bombardiere pesante americano B-24 Liberator

Gli attacchi congiunti anglo-americani che, man mano che la guerra avanzava, partivano da basi sempre più vicine al confine tedesco (dal 1943 anche dall'Italia) e si spingevano sempre più in profondità nel territorio nemico, provocarono danni inimmaginabili. Dal 1943 i bombardieri americani poterono essere scortati fin sulla Germania dai caccia a lungo raggio North American P-51 Mustang. Nel 1944, gli Alleati conquistarono la superiorità aerea anche nello spazio aereo tedesco, e condussero una campagna strategica durissima contro le infrastrutture del Nord della Francia in preparazione allo sbarco in Normandia del D-Day.
Tra il 1943 e il 1945, a più riprese le città tedesche vennero bombardate incessantemente per giorni con bombe incendiarie e esplosive. Amburgo tra il 24 luglio e il 3 agosto 1943 subì un bombardamento quasi continuo, in cui morirono 50 000 persone. Dresda (una città praticamente priva di obiettivi militari) tra il 13 e il 14 febbraio 1945 subì un attacco da parte dei Lancaster della RAF che costò la vita a un numero di persone difficile da stimare, compreso tra le 18 000 e le 135 000. Anche Berlino, Colonia e molte altre città tedesche furono bersaglio di devastanti bombardamenti degli Alleati, e in Italia Torino, Milano e Roma furono colpite da bombardamenti a tappeto che uccisero alcune migliaia di persone.
I tedeschi non erano totalmente privi di una forza di bombardamento strategico, ma essa non era numericamente sufficiente per impensierire gli Alleati. Macchine notevoli, come l'Heinkel He 177 erano cronicamente troppo poche, e soffrirono di interminabili problemi di motorizzazione; mentre i primi velocissimi, temibili bombardieri a reazione (come l'Arado Ar 234) furono prodotti in pochissimi esemplari prima della fine della guerra. In ogni modo, nonostante qualche raro exploit (come i bombardamenti di Stalingrado), la pericolosità della Luftwaffe andò scemando dopo il 1943.
Nella parte finale della guerra, i tedeschi sperimentarono e impiegarono largamente, per primi, missili autoguidati per il bombardamento strategico di obiettivi situati in Inghilterra. Dall'estate del 1944 alla fine della guerra, Londra fu sottoposta a un secondo blitz: migliaia di missili V1 e V2 lanciati da basi nella Francia occupata uccisero circa 9 000 inglesi; ma nemmeno questo poté ribaltare le sorti della guerra.
| 1940   | 1941   | 1942   | 1943    | 1944    | 1945    |
| 10 000 | 30 000 | 40 000 | 120 000 | 650 000 | 500 000 |

| 1940   | 1941   | 1942  | 1943  | 1944  | 1945 |
| 36 844 | 21 858 | 3 260 | 2 298 | 9 151 | 761  |

Un cenno a parte va fatto per il fronte del Pacifico. Dopo il tentativo di Incursione aerea su Tokyo di Jimmy Doolittle, portato a termine con un certo successo nell'aprile 1942 con una squadriglia di bombardieri medi North American B-25 Mitchell lanciati da una portaerei, le grandi distanze dell'oceano tennero inizialmente il Giappone al riparo dai bombardamenti degli americani.

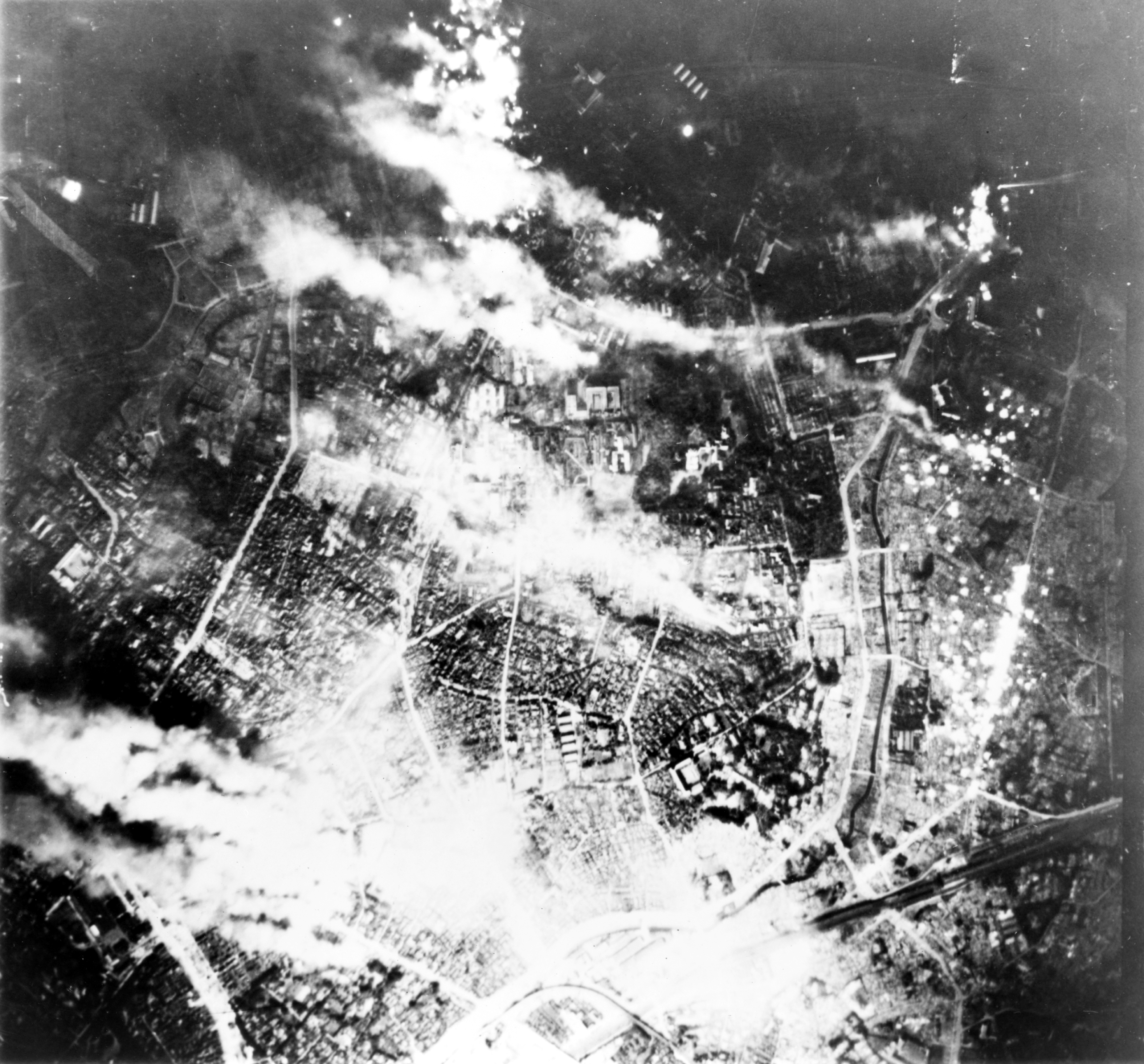
Tempesta di fuoco su Tokyo, 26 maggio 1945

Le cose cambiarono quando, nell'estate del 1944, entrò in servizio nelle file dell'USAAF il Boeing B-29 Superfortress, un aereo gigantesco e molto avanzato, capace di un'autonomia di 6 400 km (il doppio di quella del B-17). Dopo una serie di difficoltà, legate a problemi di navigazione sulle lunghe distanze, cattivo tempo, problemi con i motori e collaudi affrettati, i B-29 iniziarono a bombardare il territorio nemico di notte a bassa quota. Questa tattica, ideata dal futuro comandante dello Strategic Air Command americano, il generale Curtis LeMay, portò risultati notevoli. Gli attacchi, diretti sia sulla popolazione che sull'industria, misero il Giappone in ginocchio.
Tokyo, nella notte tra il 9 e il 10 marzo 1945, subì un attacco di questo tipo con bombe incendiarie, nel quale morirono 70 000 persone.
Il 6 e il 9 agosto 1945 poi, con il bombardamento di Hiroshima e di Nagasaki, due sole missioni di aerei con armamento nucleare furono sufficienti a costringere i giapponesi alla resa.

### Guerra fredda
Durante la guerra fredda, dopo l'inizio dell'era nucleare, il bombardiere strategico assunse subito un ruolo fondamentale, in quanto vettore per le armi atomiche. Sia negli USA sia nell'URSS, diventò improvvisamente necessario dotarsi di una forza aerea capace di colpire qualunque punto del territorio nemico, a partire da basi situate negli Stati satellite dell'una o dell'altra superpotenza. Inizialmente i sovietici copiarono pedissequamente il B-29, producendo il Tupolev Tu-4 a esso equivalente. Poi lo sforzo ingegneristico volto a ottenere la massima autonomia e il massimo carico di bombe produsse una serie di aerei tra i più grandi mai costruiti: da parte americana, tra gli altri, il Convair B-36, poi il Boeing B-47 Stratojet e il supersonico B-58 Hustler, per finire con il Boeing B-52 Stratofortress. Da parte russa, il Myasishchev M-4, il Tupolev Tu-16 e il famoso Tupolev Tu-95 (Bear).
Fino a quando non furono sviluppati missili intercontinentali efficienti (balistici o  da crociera), il ruolo deterrente degli arsenali atomici delle superpotenze dipendeva interamente da queste macchine.

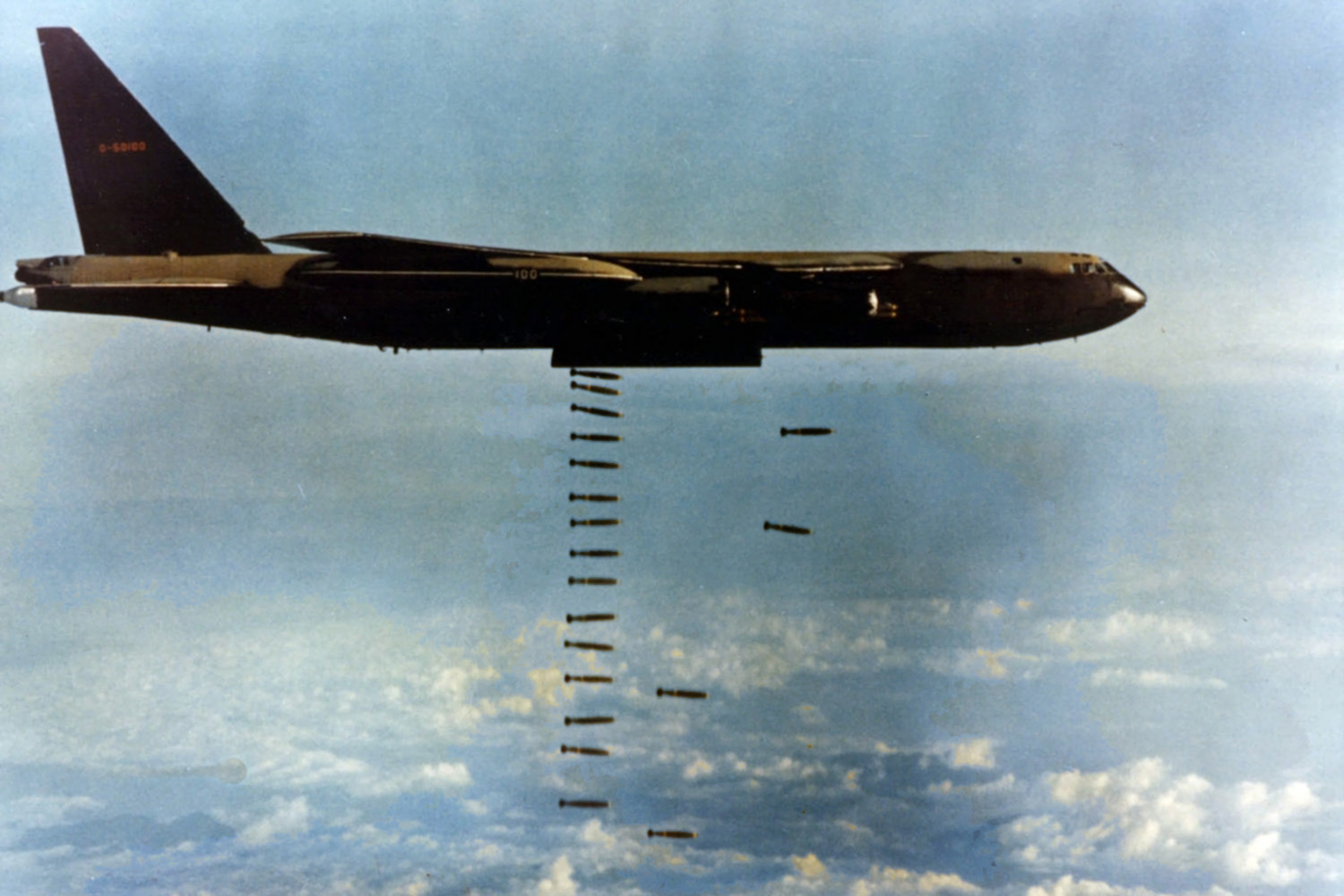
Un B-52D bombarda il Vietnam del Nord durante l'operazione Linebacker II (1972)

Anche nella guerra del Vietnam (1960-1975) l'aviazione ebbe un ruolo di primo piano, ma si trattò prevalentemente di appoggio alle forze di terra, bombardamento tattico o azioni di elicotteri.
Tuttavia verso la fine del conflitto, nel 1972, per indebolire le infrastrutture (nonché la volontà di combattere) del nemico, gli americani intrapresero la più grande operazione di bombardamento strategico dalla seconda guerra mondiale: l'operazione Linebacker II. In dodici giorni, dal 18 al 29 dicembre, i B-52 sganciarono sul Vietnam del Nord 15 000 tonnellate di bombe, colpendo aeroporti, siti missilistici, caserme, scali ferroviari, centrali elettriche. Particolarmente colpite furono Hanoi e Haiphong.
L'intesa che consentì il ritiro definitivo degli americani seguì da vicino i bombardamenti, ma non è chiaro quanto peso abbia avuto in questo l'operazione Linebacker II. Comunque, nel contesto della guerra fredda, una tale dimostrazione di forza da parte americana rafforzò sicuramente il potere deterrente che il bombardamento convenzionale ancora conservava.

### Fino a oggi
Dal 2019, il ruolo che appartenne ai bombardieri strategici è stato ricoperto sempre più spesso dai missili. Ciononostante, parecchi di essi sono ancora in servizio: gli USA impiegano ancora i B-52, che hanno avuto un ruolo attivo e importante nella guerra del Golfo; e il recente, sofisticatissimo bombardiere stealth Northrop Grumman B-2 Spirit sembra dimostrare come probabilmente la formula del bombardiere strategico sia ancora attuale.